# ساوت راوب (ایندیانا)
ساوت راوب (به انگلیسی: South Raub) یک منطقهٔ مسکونی در ایالات متحده آمریکا است که در شهرستان تیپکانو، ایندیانا واقع شده‌است. ساوت راوب ۲۱۷ متر بالاتر از سطح دریا واقع شده‌است.